# Ulundurpettai
Ulundurpettai é uma panchayat (vila) no distrito de Viluppuram, no estado indiano de Tamil Nadu.

## Demografia
Segundo o censo de 2001,  Ulundurpettai  tinha uma população de 19,251 habitantes. Os indivíduos do sexo masculino constituem 50% da população e os do sexo feminino 50%. Ulundurpettai tem uma taxa de literacia de 71%, superior à média nacional de 59.5%: a literacia no sexo masculino é de 79% e no sexo feminino é de 63%. Em Ulundurpettai, 12% da população está abaixo dos 6 anos de idade.